# Microsoft Windows 10のバージョン履歴
Microsoft Windows 10のバージョン履歴では、Microsoft Windows 10のバージョンアップに伴う更新履歴を記述する。
なお、本稿に記されている日付は米国東部時間（UTC-5、JST-14）に基づくため、日本における実際の配信日は時差の関係上翌日となる。

## アップデートとサポート
2015年7月にリリースされて11月には最初の大型アップデートが配信され、2016年は1周年記念としてAnniversary Updateが配信された。
2017年から2021年までは新しいアップデートが定期的（年2回）に提供されていたが、2021年11月のバージョン21H2の提供開始の時に後継のWindows 11のリリース サイクルに合わせて年1回の下半期にリリースされることが発表された。
バージョン 22H2がWindows 10の最終バージョンになることが発表され、Windows 10の機能更新が終了となる。

### Windows 10 (Home・Pro・Enterprise・Education)
エディション（Home, Pro, Pro Education, Pro for Workstations および IoT Core）のサポート終了日は、リリースから18か月後。
エディション（Enterprise, Education および IoT Enterprise）のサポート終了日は、上半期リリース（○○H1）は18か月、下半期リリース（○○H2）は36か月。
| バージョン | OS ビルド | コードネーム | リリース日     | サポート終了日 (Home, Pro, Pro Education および Pro for Workstations) | サポート終了日 (Enterprise, Education および IoT Enterprise) | 別名                                                                  |
| ---------- | --------- | ------------ | -------------- | --------------------------------------------------------------------- | ------------------------------------------------------------ | --------------------------------------------------------------------- |
| 1507       | 10240     | Threshold 1  | 2015年7月29日  | 2017年5月9日                                                          | 2017年5月9日                                                 | Released in July 2015 （2015年7月リリース）                           |
| 1511       | 10586     | Threshold 2  | 2015年11月10日 | 2017年10月10日                                                        | 2018年4月10日                                                | Windows 10 November update(2015) （Windows 10の11月の更新プログラム） |
| 1607       | 14393     | Redstone 1   | 2016年8月2日   | 2018年4月10日                                                         | 2019年4月9日                                                 | Windows 10 Anniversary Update                                         |
| 1703       | 15063     | Redstone 2   | 2017年4月5日   | 2018年10月9日                                                         | 2019年10月8日                                                | Windows 10 Creators Update                                            |
| 1709       | 16299     | Redstone 3   | 2017年10月17日 | 2019年4月9日                                                          | 2020年10月13日                                               | Windows 10 Fall Creators Update                                       |
| 1803       | 17134     | Redstone 4   | 2018年4月30日  | 2019年11月12日                                                        | 2021年5月11日                                                | Windows 10 April 2018 Update                                          |
| 1809       | 17763     | Redstone 5   | 2018年11月13日 | 2020年11月10日                                                        | 2021年5月11日                                                | Windows 10 October 2018 Update                                        |
| 1903       | 18362     | 19H1         | 2019年5月21日  | 2020年12月8日                                                         | 2020年12月8日                                                | Windows 10 May 2019 Update                                            |
| 1909       | 18363     | 19H2         | 2019年11月12日 | 2021年5月11日                                                         | 2022年5月10日                                                | Windows 10 November 2019 Update                                       |
| 2004       | 19041     | 20H1         | 2020年5月27日  | 2021年12月14日                                                        | 2021年12月14日                                               | Windows 10 May 2020 Update                                            |
| 20H2       | 19042     | 20H2         | 2020年10月20日 | 2022年5月10日                                                         | 2023年5月9日                                                 | Windows 10 October 2020 Update                                        |
| 21H1       | 19043     | 21H1         | 2021年5月18日  | 2022年12月13日                                                        | 2022年12月13日                                               | Windows 10 May 2021 Update                                            |
| 21H2       | 19044     | 21H2         | 2021年11月16日 | 2023年6月13日                                                         | 2024年6月11日                                                | Windows 10 November 2021 Update                                       |
| 22H2       | 19045     | 22H2         | 2022年10月18日 | 2025年10月14日                                                        | 2025年10月14日                                               | Windows 10 2022 Update                                                |

### Windows 10 LTSB/LTSC エディション（Enterprise および IoT Enterprise）
各リリースは合計で約10年間サポートされ (5 年間の標準サポートと 5 年間の延長サポート)、サポート終了日はリリースから約10年後に設定されている。。
| Long-Term Servicing Branch (LTSB)                          | Long-Term Servicing Branch (LTSB) | Long-Term Servicing Branch (LTSB) | Long-Term Servicing Branch (LTSB) | Long-Term Servicing Branch (LTSB) | Long-Term Servicing Branch (LTSB)   | Long-Term Servicing Branch (LTSB)           |
| バージョン                                                 | OS ビルド                         | コードネーム                      | リリース日                        | メインストリームのサポート終了日  | 延長サポート終了日                  | 別名                                        |
| ---------------------------------------------------------- | --------------------------------- | --------------------------------- | --------------------------------- | --------------------------------- | ----------------------------------- | ------------------------------------------- |
| 1507                                                       | 10240                             | Threshold 1                       | 2015年7月29日                     | 2020年10月13日                    | 2025年10月14日                      | 2015 LTSB                                   |
| 1607                                                       | 14393                             | Redstone 1                        | 2016年8月2日                      | 2021年10月12日                    | 2026年10月13日                      | 2016 LTSB (Windows 10 Anniversary Update)   |
| 長期サービスチャネル ／ Long-Term Servicing Channel (LTSC) |                                   |                                   |                                   |                                   |                                     |                                             |
| 1809                                                       | 17763                             | Redstone 5                        | 2018年11月13日                    | 2024年1月9日                      | 2029年1月9日                        | 2019 LTSC (Windows 10 October 2018 Update)  |
| 21H2                                                       | 19044                             | 21H2                              | 2021年11月16日                    | 2027年1月12日                     | 2032年1月13日 (IoT Enterprise のみ) | 2021 LTSC (Windows 10 November 2021 Update) |

## バージョン履歴
Windows 10 のメインストリーム ビルドには"YYMM" というラベルが付けられており、YY は 2 桁の年を表し、MM はリリース予定の月を表す。たとえば、バージョン1507は2015年7月にリリースされたビルドを表す。なお、バージョン20H2以降、Windows 10 リリースの命名法は年と月のパターンから年と半年（H1とH2）のパターン (YYH1、YYH2) に変更された。

### バージョン 1507
2015年7月15日にWindows Insider向けに配信され、2015年7月29日に一般リリースされた、Windows 10の最初のバージョンである。コードネームはThreshold 1、安定版のOSビルドは10240である。
当初このバージョンには特段の名前がなかったが、次期バージョンであるバージョン 1511が作られた際に、さかのぼって「バージョン 1507」と命名された。

### バージョン 1511
2015年11月12日に公開された、Windows 10で最初の大型アップデートで、コードネームは「Threshold 2」、安定版のOSビルドは10586である。一般向けの名称はWindows 10 November Update。
これは、Windows 10 の 2 番目のバージョンで最初のメジャー アップデートである。
Home/Pro エディションは2017年10月10日で、Enterprise/Education エディションは2018年4月10日で、それぞれサポートが終了した。

### バージョン 1607
2016年8月2日に公開された、Windows 10 発売1周年記念の大型アップデート。コードネームは「Redstone 1」、安定版のOSビルドは14393である。一般向けの名称はWindows 10 Anniversary Update。
これは、Windows 10 の 3 番目のバージョンで 2 番目のメジャー アップデートである。
Home/Pro エディションは2018年4月9日で、Enterprise/Education エディションは2019年4月9日で、それぞれサポートが終了した。

また、このバージョンにはLTSB 版があり、これは10年後の2026年までサポートが継続される。

### バージョン 1703
2017年4月5日に公開された、Windows 10の大型アップデートで、コードネームは「Redstone 2」、安定版のOSビルドは15063である。一般向けの名称はWindows 10 Creators Update。
これは、Windows 10 の 4 番目のバージョンで 3 番目のメジャー アップデートである。
Home/Pro エディションは2018年10月9日で、Enterprise/Education エディションは2019年10月8日で、それぞれサポートが終了した。
また、このバージョンより、初期のプレビュー版のブランチ名が「rs_prerelease」となり、OS ビルドの小数点以下が1000番台になった。

### バージョン 1709
2017年10月17日に公開されたWindows 10の大型アップデートで、コードネームは「Redstone 3」、安定版のOSビルドは16299である。一般向けの名称はWindows 10 Fall Creators Update。
これは、Windows 10 の 5 番目のバージョンで 4 番目のメジャー アップデートである。
Home/Pro エディションは2019年4月9日で、Enterprise/Education エディションは2020年10月13日で、それぞれサポートが終了した。

### バージョン 1803
2018年4月30日に公開されたWindows 10の大型アップデートで、コードネームは「Redstone 4」、安定版のOSビルドは17134である。一般向けの名称はWindows 10 April 2018 Updateで、これ以後大型アップデートの名称は公開年月から付けられることになった。
これは、Windows 10 の 6 番目のバージョンで 5 番目のメジャー アップデートである。
Home/Pro エディションは2019年11月12日で、Enterprise/Education エディションは2021年5月11日で、それぞれサポートが終了した。

### バージョン 1809
2018年秋に公開された（リリース日については後述）Windows 10の大型アップデートで、コードネームは「Redstone 5」、安定版のOSビルドは17763である。一般向けの名称はWindows 10 October 2018 Update。
これは、Windows 10 の 7 番目のバージョンで 6 番目のメジャー アップデートである。
このバージョンは当初2018年10月3日に一般公開されたが、公開された更新プログラムの適用後にユーザーフォルダ内の「ドキュメント」（C:\Users\（ユーザー名）\Documents）の中身が消失する不具合が発生し、10月6日、一旦公開が停止され、Windows Insider Program内限定の配信に戻された（すでにアップデートしてしまった一般ユーザーには更新プログラムの配信を継続）。その後このバグの修正が確認されたため、2018年11月13日に再公開された。
Home/Pro エディションは2020年11月10日で、Enterprise/Education エディションは2021年5月11日で、それぞれサポートが終了しているが、LTSC版のみ2029年までサポートされる。

### バージョン 1903
2019年5月21日に公開されたWindows 10の大型アップデートで、コードネームは「Titanium」となり、これまでの命名法を一新した。以降の大型アップデートはこれを起点に元素名を付けていく方針となり、これはWindows 11にも続いている。セメスターは19H1、安定版のOSビルドは18362で、一般向けの名称はWindows 10 May 2019 Update。
これは、Windows 10 の 8 番目のバージョンで 7 番目のメジャー アップデートである。
この年からサポート期間が変更され、下半期リリースのバージョンはこれまで同様Home/Proエディション18ヶ月、Enterprise/Educationエディション30ヶ月のサポートとなるが、上半期リリースのバージョンは全エディション18ヶ月のみのサポートとなった。このため本バージョンも、2020年12月8日をもって、全エディションのサポートが終了した。

### バージョン 1909
2019年11月12日に公開されたWindows 10の小規模な大型アップデートで、コードネームは「Vanadium」、セメスターは19H2、安定版のOSビルドは18363である。一般向けの名称はWindows 10 November 2019 Update。
これは、Windows 10 の 9 番目のバージョンで 8 番目のメジャー アップデートである。
このバージョンは、「有効化パッケージ」（EKB）を使用した新方式で提供された。この方式では、新バージョンの機能は旧バージョンの通常の定例アップデートで配信され、デバイスにインストールされる。ただしこの時点では新機能は無効になっており利用できない。ここに「有効化パッケージ」をインストールすることで、初めて新機能が有効になり、新バージョンへのアップデートが完了するのである。
従って、新旧のバージョンのシステムは全く同じであり、大型アップデートに従来のような長い時間をかける必要がない。一方で、デザインの再設計を含むような大規模なアップデートはこの方式ではできないため、「有効化パッケージ」を用いたアップデートは、比較的小規模なものになる。
Home/Pro エディションは2021年5月11日で、Enterprise/Education エディションは2022年5月10日で、それぞれサポートが終了した。

### バージョン 2004
2020年5月27日に公開されたWindows 10の大型アップデートで、コードネームは「Vibranium」、セメスターは「20H1」であり、安定版のOSビルドは19041である。一般向けの名称はWindows 10 May 2020 Update。
これは、Windows 10 の 10 番目のバージョンで 9 番目のメジャー アップデートである。
システムの変更を伴うWindows 10の大規模な大型アップデートとしては最後のもので、バージョン 2004以後の4バージョンは全てバージョン 2004に「有効化パッケージ」を適用したものである。なお有効化パッケージについては、バージョン 1909の項目を参照。

### バージョン 20H2
2020年10月20日に公開されたWindows 10の小規模な大型アップデートで、安定版のOSビルドは19042である。一般向けの名称はWindows 10 October 2020 Update。このバージョンより、セメスターと一般向けバージョン名が同一となったが、互換性の問題により、システム内部では本バージョンは「バージョン 2009」として処理されている。
これは、Windows 10 の 11 番目のバージョンで 10 番目のメジャー アップデートである。
このバージョンは、「有効化パッケージ」（EKB）を使用した方式で提供された。この方式では、バージョン 20H2の機能はバージョン 2004の通常の定例アップデートで配信され、デバイスにインストールされる。ただしこの時点では新機能は無効になっており利用できない。ここに「有効化パッケージ」をインストールすることで、初めて新機能が有効になり、バージョン 20H2へのアップデートが完了するのである。
従って、新旧のバージョンのシステムは全く同じであるので、バージョン 20H2へのアップデートは短時間で終了する。一方で、デザインの再設計を含むような大規模なアップデートはこの方式ではできないため、本アップデートは比較的小規模なものになっている。
Home/Pro エディションは2022年5月10日で、Enterprise/Education エディションは2023年5月9日で、それぞれサポートが終了した。

### バージョン 21H1
2021年5月18日に公開されたWindows 10の小規模な大型アップデートで、安定版のOSビルドは19043である。一般向けの名称はWindows 10 May 2021 Update。このバージョンでも、セメスターと一般向けバージョン名は同一であるが、互換性の問題により、システム内部では本バージョンはバージョン 20H2同様「バージョン 2009」として処理されている。
これは、Windows 10 の 12 番目のバージョンで 11 番目のメジャー アップデートである。
このバージョンは、「有効化パッケージ」（EKB）を使用した方式で提供された。この方式では、バージョン 21H1の機能はバージョン 2004やバージョン 20H2の通常の定例アップデートで配信され、デバイスにインストールされる。ただしこの時点では新機能は無効になっており利用できない。ここに「有効化パッケージ」をインストールすることで、初めて新機能が有効になり、バージョン 21H1へのアップデートが完了するのである。
従って、新旧のバージョンのシステムは全く同じであるので、バージョン 21H1へのアップデートは短時間で終了する。一方で、デザインの再設計を含むような大規模なアップデートはこの方式ではできないため、本アップデートは比較的小規模なものになっている。
2022年12月13日をもって、全エディションのサポートが終了した。
主な新機能は次の通り。
- Windows Hello のマルチカメラ サポートを追加
- タスクバーの新しい「ニュースと興味」機能
- Windows Defender Application GuardとWMIグループ ポリシー サービスのパフォーマンスの向上

### バージョン 21H2
2021年11月16日に公開されたWindows 10の小規模な大型アップデートで、安定版のOSビルドは19044である。一般向けの名称はWindows 10 November 2021 Update。このバージョンでも、セメスターと一般向けバージョン名は同一であるが、互換性の問題により、システム内部では本バージョンはバージョン 20H2やバージョン 21H1同様「バージョン 2009」として処理されている。
これは、Windows 10 の 13 番目のバージョンで 12 番目のメジャー アップデートである。
このバージョンは、「有効化パッケージ」（EKB）を使用した方式で提供された。この方式では、バージョン 21H2の機能はバージョン 2004、バージョン 20H2やバージョン 21H1の通常の定例アップデートで配信され、デバイスにインストールされる。ただしこの時点では新機能は無効になっており利用できない。ここに「有効化パッケージ」をインストールすることで、初めて新機能が有効になり、バージョン 21H2へのアップデートが完了するのである。
従って、新旧のバージョンのシステムは全く同じであるので、バージョン 21H2へのアップデートは短時間で終了する。一方で、デザインの再設計を含むような大規模なアップデートはこの方式ではできないため、本アップデートは比較的小規模なものになっている。
Home/Pro エディションは2023年6月13日で、Enterprise/Education エディションは2024年6月11日で、それぞれサポートが終了しているが、LTSC 版のみ2027年まで（IoT Enterprise LTSCに限り2032年まで）サポートされる。
主な新機能は次の通り。
- Wi-Fi 6E のサポート
- Windows Subsystem for Linux (WSL) および Azure IoT Edge for Linux on Windows (EFLOW) のデプロイでの GPU コンピューティングのサポート
- Windows Hello for Business の新しい簡素化されたパスワードなしの展開モデル
- WPA3 Hash-to-Element (H2E) 標準のサポート

### バージョン 22H2
2022年10月18日に公開された、Windows 10の小規模な大型アップデートで、Windows 10の最後のバージョンである。安定版のOSビルドは19045である。一般向けの名称はWindows 10 2022 Update。このバージョンでも、セメスターと一般向けバージョン名は同一であるが、互換性の問題により、システム内部では本バージョンはバージョン 20H2以降の各バージョン同様「バージョン 2009」として処理されている。
これは、Windows 10 の 14 番目のバージョンで 13 番目のメジャー アップデートである。
このバージョンは、「有効化パッケージ」（EKB）を使用した方式で提供された。この方式では、バージョン 22H2の機能はバージョン 20H2、バージョン 21H1やバージョン 21H2の通常の定例アップデートで配信され、デバイスにインストールされる。ただしこの時点では新機能は無効になっており利用できない。ここに「有効化パッケージ」をインストールすることで、初めて新機能が有効になり、バージョン 22H2へのアップデートが完了するのである。

従って、新旧のバージョンのシステムは全く同じであるので、バージョン 22H2へのアップデートは短時間で終了する。一方で、デザインの再設計を含むような大規模なアップデートはこの方式ではできないため、本アップデートは比較的小規模なものになっている。
2025年10月14日をもって全エディションのサポートが終了する予定であるが、有料の「延長セキュリティ更新プログラム」（ESU）が2028年まで提供されることになっている。

### Active Development Builds
開発途中の新機能が配信されるが、従来のような特定のリリースを目当てとしたものではなく、またこれらのビルドで配信された新機能が必ずしも一般リリースされるとは限らない。
コードネームは次の通り。
- ビルド 19536〜19645: Manganese
- ビルド 20150〜20279: Iron
- ビルド 21277〜21390: Cobalt

| Windows 10 Active Development Builds（Manganese） | Windows 10 Active Development Builds（Manganese） | Windows 10 Active Development Builds（Manganese） | Windows 10 Active Development Builds（Manganese） |
| OS ビルド ブランチ                                | リリース日                                        | 有効期限                                          | 概要・新機能 |
| ------------------------------------------------- | ------------------------------------------------- | ------------------------------------------------- | --- |
| 19536.1000 rs_prerelease                          | Fast リング: 2019年12月16日                       | 有効期限 2020年7月31日                            | - オプションのドライバー - 韓国語IMEの再リリース - ファミリーグループのセットアップの追加 - Your Phone(スマホ同期)アプリの改良 - その他多数の改善、バグフィックス |
| 19541.1000 rs_prerelease                          | Fast リング: 2020年1月8日                         | 有効期限 2020年7月31日                            | - 位置情報使用中アイコンの更新 - タスクマネージャーでアーキテクチャを表示 - Cortanaアプリの更新 - その他多数の改善、バグフィックス                                |
| 19546.1000 rs_prerelease                          | Fast リング: 2020年1月16日                        | 有効期限 2020年7月31日                            | - Windows Calculator(電卓)にグラフモードが追加 - Indexer Diagnosticsアプリの導入 - その他多数の改善、バグフィックス                                               |
| 19551.1005 rs_prerelease                          | Fast リング: 2020年1月23日                        | 有効期限 2020年7月31日                            | - 主に改善及びバグフィックス |
| 19555.1001 rs_prerelease                          | Fast リング: 2020年1月30日                        | 有効期限 2020年7月31日                            | - 主に改善及びバグフィックス |
| 19559.1000 rs_prerelease                          | Fast リング: 2020年2月5日                         | 有効期限 2020年7月31日                            | - 主に改善及びバグフィックス |
| 19564.1000 rs_prerelease                          | Fast リング: 2020年2月12日                        | 有効期限 2020年7月31日                            | - グラフィック設定の改良 - 新しいカレンダーアプリのプレビュー版 - その他多数の改善、バグフィックス                                                                |
| 19564.1005 rs_prerelease                          | Fast リング: 2020年2月12日                        | 有効期限 2020年7月31日                            | - KB4541091 - 主に改善及びバグフィックス |
| 19569.1000 rs_prerelease                          | Fast リング: 2020年2月20日                        | 有効期限 2020年7月31日                            | - 新しいカラフルアイコンを公開 - その他多数の改善、バグフィックス                                                                                                 |
| 19577.1000 rs_prerelease                          | Fast リング: 2020年3月5日                         | 有効期限 2020年7月31日                            | - 設定の診断データの変更 - Windowsセキュリティの新しいアイコン - その他多数の改善、バグフィックス                                                                 |
| 19582.1001 rs_prerelease                          | Fast リング: 2020年3月12日                        | 有効期限 2020年7月31日                            | - 視線制御の改良 - スマホ同期アプリでSamsung Galaxy S20とGalaxy Z Flip向けの新機能 - その他多数の改善、バグフィックス                                             |
| 19587.1000 rs_prerelease                          | Fast リング: 2020年3月18日                        | 有効期限 2020年7月31日                            | - 主に改善及びバグフィックス |
| 19592.1001 rs_prerelease                          | Fast リング: 2020年3月25日                        | 有効期限 2020年7月31日                            | - 2-in-1 PC向けのタブレット機能の改善 - その他多数の改善、バグフィックス                                                                                          |
| 19608.1000 rs_prerelease                          | Fast リング: 2020年4月15日                        | 有効期限 2020年7月31日                            | - デフォルトアプリ体験の改良 - Your Phone(スマホ同期)アプリの更新 - その他多数の改善、バグフィックス                                                              |
| 19608.1006 rs_prerelease                          | Fast リング: 2020年4月17日                        | 有効期限 2020年7月31日                            | - KB4557426 - 主に改善及びバグフィックス |
| 19613.1000 rs_prerelease                          | Fast リング: 2020年4月22日                        | 有効期限 2020年7月31日                            | - Cortanaの更新 - その他多数の改善、バグフィックス |
| 19613.1005 rs_prerelease                          | Fast リング: 2020年4月27日                        | 有効期限 2020年7月31日                            | - KB4558320 - 主に改善及びバグフィックス |
| 19619.1000 rs_prerelease                          | Fast リング: 2020年4月29日                        | 有効期限 2020年7月31日                            | - 検索ボックスからCOVID-19情報に簡単にアクセス可能に - Your Phone(スマホ同期)アプリから音楽や音声を制御 - その他多数の改善、バグフィックス                        |
| 19624.1000 rs_prerelease                          | Fast リング: 2020年5月6日                         | 有効期限 2020年7月31日                            | - 主に改善及びバグフィックス |
| 19628.1 mn_release                                | Fast リング: 2020年5月13日                        | 有効期限 2020年7月31日                            | - 主に改善及びバグフィックス |
| 19631.1 mn_release                                | Fast リング: 2020年5月21日                        | 有効期限 2020年7月31日                            | - 主に改善及びバグフィックス |
| 19635.1 mn_release                                | Fast リング: 2020年5月28日                        | 有効期限 2020年7月31日                            | - 主に改善及びバグフィックス |
| 19640.1 mn_release                                | Fast リング: 2020年6月3日                         | 有効期限 2020年7月31日                            | - 主に改善及びバグフィックス |
| 19645.1 mn_release                                | Fast リング: 2020年6月10日                        | 有効期限 2020年7月31日                            | - 主に改善及びバグフィックス |

| Windows 10 Active Development Builds（Iron） | Windows 10 Active Development Builds（Iron） | Windows 10 Active Development Builds（Iron） | Windows 10 Active Development Builds（Iron） |
| OS ビルド ブランチ                           | リリース日                                   | 有効期限                                     | 概要・新機能 |
| -------------------------------------------- | -------------------------------------------- | -------------------------------------------- | --- |
| 20150.1000 rs_prerelease                     | Dev チャネル : 2020年6月17日                 | 有効期限 2020年7月31日                       | - WSLの3つの新しい機能 - その他多数の改善、バグフィックス |
| 20152.1000 rs_prerelease                     | Dev チャネル : 2020年6月24日                 | 有効期限 2020年7月31日                       | - 主に改善及びバグフィックス |
| 20161.1000 rs_prerelease                     | Dev チャネル : 2020年7月2日                  | 有効期限 2020年7月31日                       | - スタートメニューのテーマ対応タイル - アプリとサイト間のALT + TAB - よりパーソナライズされたタスクバー - 通知体験の改良 - 設定の改良 - その他多数の改善、バグフィックス |
| 20170.1000 rs_prerelease                     | Dev チャネル : 2020年7月15日                 | 有効期限 2021年1月31日                       | - サウンド設定の改良 - 新しい設定のアイコン - その他多数の改善、バグフィックス |
| 20175.1000 rs_prerelease                     | Dev チャネル : 2020年7月22日                 | 有効期限 2021年1月31日                       | - Microsoft Edgeのピン留め機能の改良 - Windows PowerShellへのReset-AppxPackageコマンドの導入 - Surface Pro Xのアイコンタクトの改善 - その他多数の改善、バグフィックス |
| 20180.1000 rs_prerelease                     | Dev チャネル : 2020年7月29日                 | 有効期限 2021年1月31日                       | - 主に改善及びバグフィックス |
| 20185.1000 rs_prerelease                     | Dev チャネル : 2020年8月5日                  | 有効期限 2021年1月31日                       | - DNS設定の改良 - MDM用の新しいADMXポリシー - その他多数の改善、バグフィックス |
| 20190.1000 rs_prerelease                     | Dev チャネル : 2020年8月12日                 | 有効期限 2021年1月31日                       | - 新しいポストアップデート体験 - グラフィック設定の改善 - その他多数の改善、バグフィックス |
| 20197.1000 rs_prerelease                     | Dev チャネル : 2020年8月21日                 | 有効期限 2021年1月31日                       | - ディスク管理ツールが設定アプリに追加 - その他多数の改善、バグフィックス |
| 20201.1000 rs_prerelease                     | Dev チャネル : 2020年8月26日                 | 有効期限 2021年1月31日                       | - 主に改善及びバグフィックス |
| 20206.1000 rs_prerelease                     | Dev チャネル : 2020年9月2日                  | 有効期限 2021年1月31日                       | - 絵文字パネルの改善 - アクリル要素を備えた刷新されたUI - 新しいインライン絵文字検索ボックス - アニメーションGIFのサポートを追加 - クリップボード履歴を入力エクスペリエンスに統合 - 新しいWindows音声入力機能（WSRのディクテーションの改良版） - タッチキーボードデザインの改良 - スペースバーを使用したカーソルの移動 - その他多数の改善、バグフィックス |
| 20211.1000 rs_prerelease                     | Dev チャネル : 2020年9月10日                 | 有効期限 2021年1月31日                       | - 設定のデフォルトアプリページへの検索の追加 - LinuxのWindowsサブシステムでLinuxファイルシステムにアクセスする - その他多数の改善、バグフィックス |
| 20211.1005 rs_prerelease                     | Dev チャネル : 2020年9月11日                 | 有効期限 2021年1月31日                       | - この更新プログラムのインストールに問題が見つかり、配信はすぐに停止された。 - KB4581021 - 主に改善及びバグフィックス |
| 20215.1000 rs_prerelease                     | Dev チャネル : 2020年9月16日                 | 有効期限 2021年1月31日                       | - タスクバーにWindows 10検索エクスペリエンス用のダークテーマを導入 - その他多数の改善、バグフィックス |
| 20221.1000 rs_prerelease                     | Dev チャネル : 2020年9月23日                 | 有効期限 2021年1月31日                       | - Skypeの新しいMeetNow機能 - その他多数の改善、バグフィックス |
| 20226.1000 rs_prerelease                     | Dev チャネル : 2020年9月30日                 | 有効期限 2021年1月31日                       | - 新しいストレージヘルスモニタリング機能 - その他多数の改善、バグフィックス |
| 20231.1000 rs_prerelease                     | Dev チャネル : 2020年10月7日                 | 有効期限 2021年1月31日                       | - WindowsOOBEセットアップの新しい「デバイスのカスタマイズ」ページ - アプリのデフォルトファイル関連付けのためのより良い管理オプション - その他多数の改善、バグフィックス |
| 20231.1005 rs_prerelease                     | Dev チャネル : 2020年10月13日                | 有効期限 2021年1月31日                       | - KB4586238 - 主に改善及びバグフィックス |
| 20236.1000 rs_prerelease                     | Dev チャネル : 2020年10月14日                | 有効期限 2021年1月31日                       | - ディスプレイのリフレッシュレートの変更 - その他多数の改善、バグフィックス |
| 20236.1005 rs_prerelease                     | Dev チャネル : 2020年10月16日                | 有効期限 2021年1月31日                       | - KB4587587 - 主に改善及びバグフィックス |
| 20241.1000 rs_prerelease                     | Dev チャネル : 2020年10月21日                | 有効期限 2021年1月31日                       | - テーマに対応したスプラッシュ画面の導入 - デフラグ体験の改善 - その他多数の改善、バグフィックス |
| 20241.1005 rs_prerelease                     | Dev チャネル : 2020年10月23日                | 有効期限 2021年1月31日                       | - KB4589464 - 主に改善及びバグフィックス |
| 20246.1 fe_release                           | Dev チャネル : 2020年10月29日                | 有効期限 2021年1月31日                       | - 更新された絵文字ピッカー、再設計されたタッチキーボード、音声入力、テーマ対応のスプラッシュ画面、およびその他のメンテナンス機能の削除 - その他多数の改善、バグフィックス |
| 20251.1 fe_release                           | Dev チャネル : 2020年11月4日                 | 有効期限 2021年1月31日                       | - 主に改善及びバグフィックス |
| 20257.1 fe_release                           | Dev チャネル : 2020年11月11日                | 有効期限 2021年1月31日                       | - 主に改善及びバグフィックス |
| 20262.1 fe_release                           | Dev チャネル : 2020年11月18日                | 有効期限 2021年1月31日                       | - 主に改善及びバグフィックス |
| 20262.1010 fe_release                        | Dev チャネル : 2020年11月20日                | 有効期限 2021年1月31日                       | - KB4594431 - 主に改善及びバグフィックス |
| 20270.1 fe_release                           | Dev チャネル : 2020年12月3日                 | 有効期限 2021年10月31日                      | - 主に改善及びバグフィックス |
| 20277.1 fe_release                           | Dev チャネル : 2020年12月10日                | 有効期限 2021年10月31日                      | - Cobalt のビルド 21277 との選択制。 - 主に改善及びバグフィックス |
| 20279.1 fe_release                           | Dev チャネル : 2020年12月14日                | 有効期限 2021年10月31日                      | - 主に改善及びバグフィックス |

| Windows 10 Active Development Builds（Cobalt） | Windows 10 Active Development Builds（Cobalt） | Windows 10 Active Development Builds（Cobalt） | Windows 10 Active Development Builds（Cobalt） |
| OS ビルド ブランチ                             | リリース日                                     | 有効期限                                       | 概要・新機能 |
| ---------------------------------------------- | ---------------------------------------------- | ---------------------------------------------- | --- |
| 21277.1000 rs_prerelease                       | Dev チャネル : 2020年12月10日                  | 有効期限 2021年10月31日                        | - Windows 10 on ARMでx64エミューレションの導入 - Emoji 12.1と13.0のサポート - 更新された絵文字ピッカー、再設計されたタッチキーボード、音声入力、ビルド20246以後に削除されていたテーマ対応のスプラッシュ画面などの機能の復活 - その他多数の改善、バグフィックス |
| 21286.1000 rs_prerelease                       | Dev チャネル : 2021年1月6日                    | 有効期限 2021年10月31日                        | - タスクバーの改善 - 最新の状態を維持: タスクバーから必要な情報を素早く確認することができる。最新のヘッドラインや天気、スポーツなどの情報を表示可能。 - フィードをパーソナライズ: 見たいコンテンツ、見たくないコンテンツを選択することができる。「その他のオプション」から「このようなストーリーを多く」や「このようなストーリーを少なく」を選ぶ。 - 制御可能: 必要なツールや情報を提供するとともに、タスクバーを右クリックして簡単にオフにすることができる。 - ただし、以上の機能は、米国、カナダ、英国、オーストラリア、インドのでのみ利用可能。 - 記憶域設定のモダン化 - DiskUsageツールの導入 - Windows Subsystem for Linux (WSL)の起動時のコマンド実行 - タイムゾーンを移行時の体験の改善 - その他多数の改善、バグフィックス |
| 21292.1000 rs_prerelease                       | Dev チャネル : 2021年1月13日                   | 有効期限 2021年10月31日                        | - タスクバーの「ニュースや関心事」の改善 - その他多数の改善、バグフィックス |
| 21292.1010 rs_prerelease                       | Dev チャネル : 2021年1月15日                   | 有効期限 2021年10月31日                        | - KB4601937 - 主に改善及びバグフィックス |
| 21296.1000 rs_prerelease                       | Dev チャネル : 2021年1月21日                   | 有効期限 2021年10月31日                        | - 主に改善及びバグフィックス |
| 21296.1010 rs_prerelease                       | Dev チャネル : 2021年1月25日                   | 有効期限 2021年10月31日                        | - KB4602812 - 主に改善及びバグフィックス |
| 21301.1000 rs_prerelease                       | Dev チャネル : 2021年1月27日                   | 有効期限 2021年10月31日                        | - タッチキーボードのデザインの改善 - その他多数の改善、バグフィックス |
| 21301.1010 rs_prerelease                       | Dev チャネル : 2021年2月1日                    | 有効期限 2021年10月31日                        | - KB5000626 - 主に改善及びバグフィックス |
| 21313.1000 rs_prerelease                       | Dev チャネル : 2021年2月12日                   | 有効期限 2021年10月31日                        | - ニュースや関心事をより多くの言語や市場に拡大 - 新しいMicrosoft EdgeでMicrosoft Edge Legacyを置き換え - IME候補ウィンドウのデザインの刷新 - その他多数の改善、バグフィックス - このビルドより設定アプリ等でのバージョン表記が変更され、これまで便宜上「バージョン 2004」としていたバージョン表記が「バージョン Dev」となり、「特定のバージョンに関連しない」という前提を反映した表記となった。 |
| 21318.1000 rs_prerelease                       | Dev チャネル : 2021年2月19日                   | 有効期限 2021年10月31日                        | - リップボードの履歴をプレーンテキストとして貼り付け - Microsoft Garageプロジェクト「Journal」でインクファースト体験を探る - その他多数の改善、バグフィックス |
| 21322.1000 rs_prerelease                       | Dev チャネル : 2021年2月24日                   | 有効期限 2021年10月31日                        | - 主に改善及びバグフィックス |
| 21327.1000 rs_prerelease                       | Dev チャネル : 2021年3月3日                    | 有効期限 2021年10月31日                        | - News and interestの外観の刷新 - その他多数の改善、バグフィックス |
| 21327.1010 rs_prerelease                       | Dev チャネル : 2021年3月8日                    | 有効期限 2021年10月31日                        | - KB5001277 - 主に改善及びバグフィックス |
| 21332.1000 rs_prerelease                       | Dev チャネル : 2021年3月10日                   | 有効期限 2021年10月31日                        | - 主に改善及びバグフィックス |
| 21332.1010 rs_prerelease                       | Dev チャネル : 2021年3月15日                   | 有効期限 2021年10月31日                        | - KB5001478 - 主に改善及びバグフィックス |
| 21337.1000 rs_prerelease                       | Dev チャネル : 2021年3月17日                   | 有効期限 2021年10月31日                        | - 仮想デスクトップの並べ替えとカスタマイズ機能 - Auto HDRプレビュー - ファイルエクスプローラーのレイアウトの更新 - Windows Insidersのキャプション設定に関するアップデート - 組み込みアプリ関係 - メモ帳アプリの更新がMicrosoft Store経由になった。 - Windows TerminalとPower Automate Desktopが組み込みアプリに追加。 - その他多数の改善、バグフィックス |
| 21337.1010 rs_prerelease                       | Dev チャネル : 2021年3月19日                   | 有効期限 2021年10月31日                        | - KB5001618 - 主に改善及びバグフィックス |
| 21343.1000 rs_prerelease                       | Dev チャネル : 2021年3月24日                   | 有効期限 2021年10月31日                        | - ファイルエクスプローラーの新しいアイコン - Windows SandboxおよびMicrosoft Defender Application Guard（MDAG）の改善 - その他多数の改善、バグフィックス |
| 21354.1 co_release                             | Dev チャネル : 2021年4月7日                    | 有効期限 2021年10月31日                        | - タスクバーに表示されるニュースや関心事の新しいパーソナライズオプション - ディスプレイ設定の改良 - 新しいカメラ設定ページ - 内蔵アプリの更新 - MSPaintとSnipping ToolはMicrosoft Store経由で更新 - Windowsツールですべての管理ツールとシステムツールを整理する - Windows 10の管理ツールやシステムツールを整理するための取り組みの一環として、「Windows Accessories」、「Windows Administrative Tools」、「Windows PowerShell」、「Windows System」の各フォルダが「スタート」から削除され、「Windows Tools」のエントリポイントからアクセスできるようになり、「ファイルエクスプローラ」の全アプリリストに表示されるよう変更された。 - その他多数の改善、バグフィックス                                                             |
| 21359.1 co_release                             | Dev チャネル : 2021年4月14日                   | 有効期限 2021年10月31日                        | - 主に改善及びバグフィックス |
| 21364.1 co_release                             | Dev チャネル : 2021年4月21日                   | 有効期限 2021年10月31日                        | - Windows Subsystem for Linux(WSL)でLinuxのGUIアプリを直接実行可能 - タスクマネージャーがMicrosoft Edgeのプロセス分類をサポート - タスクマネージャーのエコモード - 日本語の50音タッチキーボード - その他多数の改善、バグフィックス |
| 21364.1000 co_release                          | Dev チャネル : 2021年4月24日                   | 有効期限 2021年10月31日                        | - KB5003397 - 主に改善及びバグフィックス |
| 21364.1011 co_release                          | Dev チャネル : 2021年4月28日                   | 有効期限 2021年10月31日                        | - KB5003402 - 主に改善及びバグフィックス |
| 21370.1 co_release                             | Dev チャネル : 2021年4月29日                   | 有効期限 2021年10月31日                        | - Bluetoothのオーディオ体験の向上 - その他多数の改善、バグフィックス |
| 21376.1 co_release                             | Dev チャネル : 2021年5月6日                    | 有効期限 2021年10月31日                        | - Segoe UIフォントの刷新 - その他多数の改善、バグフィックス |
| 21382.1 co_release                             | Dev チャネル : 2021年5月14日                   | 有効期限 2021年10月31日                        | - カラーマネジメントアプリにHDRサポートの導入 - その他多数の改善、バグフィックス |
| 21382.1000 co_release                          | Dev チャネル : 2021年5月18日                   | 有効期限 2021年10月31日                        | - KB5003837 - 主に改善及びバグフィックス |
| 21387.1 co_release                             | Dev チャネル : 2021年5月21日                   | 有効期限 2021年10月31日                        | - Internet Explorer 11の廃止 - その他改善及びバグフィックス |
| 21390.1 co_release                             | Dev チャネル : 2021年5月26日                   | 有効期限 2021年10月31日                        | - タスクマネージャとMSIインストーラーに新しいFluentデザインのアイコンが導入 - 主に改善及びバグフィックス |
| 21390.1000 co_release                          | Dev チャネル : 2021年6月7日                    | 有効期限 2021年10月31日                        | - KB5004071 - 主に改善及びバグフィックス |
| 21390.1010 co_release                          | Dev チャネル : 2021年6月10日                   | 有効期限 2021年10月31日                        | - KB5004092 - 主に改善及びバグフィックス |
| 21390.2025 co_release                          | Dev チャネル : 2021年6月14日                   | 有効期限 2021年10月31日                        | - KB5004123 - 主に改善及びバグフィックス - このビルドがWindows 10としては最後のDevチャネル配信となった。 |